# Ruda Żurawiecka
Ruda Żurawiecka [pronunciación en polaco: /ˈruda ʐuraˈvjɛt͡ska/] es un pueblo ubicado en el distrito administrativo de Gmina Lubycza Królewska, dentro del Condado de Tomaszów Lubelski, Voivodato de Lublin, en Polonia oriental, cercano a la frontera con Ucrania. Se encuentra aproximadamente a 13 kilómetros al sureste de Tomaszów Lubelski y a 119 kilómetros al sureste de la capital regional Lublin.
El pueblo tiene una población de 400 habitantes.